# Henri Paul Cartan
Henri Paul Cartan (født 8. juli 1904, død 13. august 2008) var en fransk matematiker. Cartan studerede ved École normale supérieure sammen med blandt andre André Weil, Jean Dieudonné og Jean Leray. Sammen med Weil, Dieudonné, Szolem Mandelbrojt og yderligere et par franske matematikere, oprettede han matematikergruppen Bourbaki, som har haft meget stor indflydelse på 1900-tallets matematik.